# Juan de Grijalva
Juan de Grijalva, né vers 1490 à Cuéllar (royaume de Castille) et mort le 21 janvier 1527 au Nicaragua, est un explorateur et conquistador espagnol de l'époque des grandes découvertes. C'est un des premiers explorateurs des côtes du Mexique en 1518, ouvrant la voie à Hernán Cortés en 1519.

## Biographie

### Débuts dans le nouveau monde
En 1508, il participe à l'expédition de Pánfilo de Narváez à Hispaniola[pas clair].
En 1511, il participe à la conquête de Cuba sous la direction de Diego Velázquez de Cuéllar et de Narváez.

### L'expédition de 1518 au Mexique
Après avoir quitté Cuba avec quatre vaisseaux en avril 1518, il atteint les côtes mexicaines début mai et débarque en juin sur une île qu'il baptise San Juan de Ulúa.
Parmi ses compagnons, se trouvent Sancho de Barahona et Francisco de Montejo, qui accompagnent Hernán Cortés dans son expédition de 1519, qui aboutit à la conquête de l'Empire aztèque (1521).

### L'expédition dans le golfe du Mexique (1523)
Grijalva est alors sous les ordres de Francisco de Garay.

### L'expédition au Honduras et au Nicaragua
Grijalva meurt aux mains d'indigènes à Olancho (actuel Honduras).

## Hommages
Le Río Grijalva au Mexique a été nommé en son honneur.